# Laurens Jan Anjema
Laurens Jan Anjema (Den Haag, 1 december 1982) is een voormalig Nederlands squashspeler.

## Jeugd en opleiding
Anjema is de zoon van twaalfvoudig Nederlands kampioen Robert Anjema. Na zijn eindexamen aan het Maerlant Lyceum in Den Haag ging hij een week in training bij Neil Harvey, de coach van topspeler Peter Nicol. Hij bleef vijf jaar en woonde in die tijd op kamers in Groot-Brittannië. Later verhuisde hij weer naar Nederland.

## Loopbaan
In 2005 begon de carrière van Anjema vorm te krijgen: in Chicago versloeg hij Peter Nicol, die op dat moment nog steeds de nummer één van de wereld was. In 2006 won Anjema het Nederlands kampioenschap in het Frans Ottenstadion in Amsterdam. In de jaren 2007-2014 bleef Anjema de beste squasher van Nederland. In december 2010 bereikte hij een belangrijke mijlpaal in zijn carrière: hij trad de World Top Ten ranking in. Hij was de eerste Nederlander in de squashgeschiedenis die zo'n hoge notering behaalt. Tijdens het seizoen 2014-2015 moest hij door een blessure aan zijn voet veel rust houden en kon hij geen toernooien spelen. Later in 2015 maakte hij zijn rentree en op 14 februari 2016 won hij zijn tiende nationale titel. In juni 2016 kondigde hij aan een einde te maken aan zijn professionele squashcarrière.